# Dendrobium xiphophyllum
Dendrobium xiphophyllum är en orkidéart som beskrevs av Rudolf Schlechter. Dendrobium xiphophyllum ingår i släktet Dendrobium och familjen orkidéer. Inga underarter finns listade i Catalogue of Life.